# Антоније (име)
Антоније је мушко име, изведено од Антонија, род (римско породично име) којем је припадао Марко Антоније (Марко Антоније). Према Плутарху, род Антонија су били Хераклеиде, потомци Антона, Херакловог сина. Налази се међу 100 најпопуларнијих мушких имена за бебе у Сједињеним Америчким Државама од касног 19. века и међу 100 најбољих мушких имена за бебе између 1998. и 2018. године у многим земљама укључујући Канаду, Аустралију, Енглеску, Ирску и Шкотску.
Уобичајени скраћени облик је Тони. Коришћење као хришћанског имена настало је због поштовања Светог Антонија Великог, оснивача хришћанског монаштва, посебно у Египту. Значајан је био и каснији култ светог Антонија Падованског.
У САД, то је 43. најпопуларније мушко име од 2021. године, према Управи за социјално осигурање. Када је порекло особе италијанско, користе се Нино или Тони, скраћено од Антонино. Популарност  имена у Уједињеном Краљевству достигла је врхунац током 1940-их; 1944. било је шесто најпопуларније мушко име и још увек је било чак 14. 1964.